# Liste der Kulturgüter in Suhr
Die Liste der Kulturgüter in Suhr enthält alle Objekte in der Gemeinde Suhr im Kanton Aargau, die gemäss der Haager Konvention zum Schutz von Kulturgut bei bewaffneten Konflikten, dem Bundesgesetz vom 20. Juni 2014 über den Schutz der Kulturgüter bei bewaffneten Konflikten sowie der Verordnung vom 29. Oktober 2014 über den Schutz der Kulturgüter bei bewaffneten Konflikten unter Schutz stehen.
Objekte der Kategorien A und B sind vollständig in der Liste enthalten, Objekte der Kategorie C fehlen zurzeit (Stand: 1. Januar 2023). Unter übrige Baudenkmäler sind weitere geschützte Objekte zu finden, die in der Bau- und Nutzungsordnung der Gemeinde verzeichnet und nicht bereits in der Liste der Kulturgüter enthalten sind.

## Kulturgüter
| Foto |                                                                               | Objekt                                                     | Kat. | Typ | Standort                                              | Beschreibung |
| ---- | ----------------------------------------------------------------------------- | ---------------------------------------------------------- | ---- | --- | ----------------------------------------------------- | --- |
| ja   | Datei hochladen · Wikidata zu Katholische Pfarrkirche Heiliggeist (Q19362388) | Römisch-katholische Pfarrkirche Heiliggeist KGS-Nr.: 09731 | A    | G   | Mattenweg 7a.1 / Tramstrasse 38, 38.1 648349 / 247601 | 1960/61 nach Plänen von Hanns Anton Brütsch erbaute Hallenkirche in Sichtbetonbauweise. Glasfenster von Ferdinand Gehr gestaltet. Herausragendes Beispiel der Schweizer Nachkriegsmoderne.                                                                                              |
| ja   | Datei hochladen · Wikidata zu Evangelisch-reformierte Kirche (Q2137079)       | Evangelisch-reformierte Kirche KGS-Nr.: 00258              | B    | G   | Kirchgasse 7 648122 / 247121                          | 1495 erbaute Saalkirche im spätgotischen Stil. Masswerkgeschmückter polygonaler Chor, der mit dem Langhaus unter einem durchgezogenen Satteldach zusammengefasst wird. Ungewöhnlich hoher Kirchturm.                                                                                    |
| ja   | Datei hochladen · Wikidata zu Ehemaliges Waschhaus zum Pfarrhaus (Q106043565) | Ehemaliges Waschhaus zum Pfarrhaus KGS-Nr.: 15804          | B    | G   | Obere Dorfstrasse 29a 648153 / 247089                 | Vermutlich im 17. Jahrhundert erbautes Waschhaus im spätgotischen Stil, das mit dem nicht mehr existierenden Pfarrhaus eine Baugruppe bildete. Von zwei mächtigen Kalkstein-Strebepfeilern hinterlagertes Sockelgeschoss und Giebelgeschoss mit Fachwerk unter geknicktem Halbwalmdach. |
| BW   | Datei hochladen · Wikidata zu Haus (Q56220626)                                | Haus KGS-Nr.: 15805                                        | B    | G   | Bernstrasse Ost 38 648962 / 247537                    | Steinernes Bauernhaus mit behauenen Steingewänden und Giebelründe. |
| ja   | Datei hochladen · Wikidata zu Haus (Q29580834)                                | Haus KGS-Nr.: 15806                                        | B    | G   | Bernstrasse Ost 34 649031 / 247598                    | 1786 erbautes bäuerliches Wohnhaus des Stöckli-Typs. |
| BW   | Datei hochladen · Wikidata zu Haus Gysi (Q29580832)                           | Haus Gysi, ehemaliges Schulhaus KGS-Nr.: 15807             | B    | G   | Obere Dorfstrasse 23 648209 / 247103                  | 1633 erbautes Wohnhaus, früher als Schulgebäude genutzt. Gut proportionierter Mauerbau unter Krüppelwalmdach. |
| ja   | Datei hochladen · Wikidata zu Hotel Bären (Q29580838)                         | Hotel Bären KGS-Nr.: 15808                                 | B    | G   | Bernstrasse West 56 648518 / 247014                   | 1773 erbautes Gasthaus. Lang gestreckter zweigeschossiger Mauerbau unter Satteldach mit markanten Gerschilden und Ründen; regelmässig gegliederte Fassade. |
| ja   | Datei hochladen · Wikidata zu Wynabrücke (Q106067500)                         | Wynabrücke KGS-Nr.: 15809                                  | B    | G   | Bernstrasse Ost 649009 / 247544                       | 1770 erbaute Steinbrücke über die Wyna. Gemauerte Flachtonne mit massiver Steinbrüstung. |
| ja   | Datei hochladen · Wikidata zu Heimatmuseum, ehemalige Untervogtei (Q56220650) | Heimatmuseum, ehemalige Untervogtei KGS-Nr.: 15810         | B    | G   | Tramstrasse 24 648345 / 247397                        | Um 1600 erbautes nachgotisches Giebelhaus. Einst Sitz des Untervogts, heute als Heimatmuseum genutzt. Steiles geknicktes Satteldach, Hauptfassade mit Staffel- und Reihenfenstern. |
| ja   | Datei hochladen · Wikidata zu Gasthof zum Kreuz (Q29580830)                   | Gasthof zum Kreuz KGS-Nr.: 15811                           | B    | G   | Obere Dorfstrasse 1 648376 / 246848                   | 1610 im spätgotischen Stil erbauter Gasthof. Breitbehäbiger dreigeschossiger Mauerbau unter Satteldach mit dekorativ bemalter Ründe. An der Südseite runder Treppenturm mit achteckigem Spitzhelm.                                                                                      |
| ja   | Datei hochladen · Wikidata zu Salzhof (Q29580840)                             | Salzhof KGS-Nr.: 15812                                     | B    | G   | Bernstrasse Ost 55 648596 / 247049                    | 1576 erbautes repräsentatives Wohnhaus, um 1700 barockisiert. Zweigeschossiger Mauerbau unter geknicktem Gerschilddach mit Ründen. Halbrunder Treppenturm an der Südseite. |
| BW   | Datei hochladen · Wikidata zu Armenhaus Spittel (Q106070291)                  | Sogenanntes Armenhaus Spittel KGS-Nr.: 15813               | B    | G   | Spittelweg 3 649284 / 247874                          | 1834 als Armenhaus erbautes Wohnhaus. Gegliedert in dreigeschossigen Massivbau mit acht Fensterachsen und in die 1835 rechtwinklig dazu gestellte Scheune. |
| ja   | Datei hochladen · Wikidata zu Wynahof (Q29580843)                             | Wynahof KGS-Nr.: 15814                                     | B    | G   | Bernstrasse Ost 37 649051 / 247471                    | Ende des 18. Jahrhunderts erbautes Wohnhaus. Zweigeschossiger Mauerbau im Louis-seize-Stil mit angebautem Scheunenteil unter durchlaufendem Walmdach. An der Westseite grosse Terrasse und Mittelrisalit.                                                                               |

## Übrige Baudenkmäler
| ID  | Foto |                                                                            | Objekt                                  | Typ | Standort                                        | Beschreibung |
| --- | ---- | -------------------------------------------------------------------------- | --------------------------------------- | --- | ----------------------------------------------- | ------------ |
| 126 | ja   | Datei hochladen · Wikidata zu Ökonomiegebäude östlich Salzhof (Q106070799) | Ökonomiegebäude östlich Salzhof         | G   | Bernstrasse Ost 55 648619 / 247053              |              |
| 140 | ja   | Datei hochladen                                                            | Gemeindehaus (1898)                     | G   | Tramstrasse 12 648437 / 247211                  |              |
| 141 | ja   | Datei hochladen                                                            | Altes Schulhaus (1835)                  | G   | Tramstrasse 14 648423 / 247250                  |              |
| 143 | ja   | Datei hochladen                                                            | Doppelwohnhaus (17. Jh.)                | G   | Junkerngasse 19 / Bachstrasse 9 648172 / 247400 |              |
| 144 | ja   | Datei hochladen                                                            | Wohnhaus (1535)                         | G   | Bachstrasse 3 648226 / 247322                   |              |
| 145 | ja   | Datei hochladen                                                            | Bauernhaus (1811)                       | G   | Junkerngasse 1 648184 / 247268                  |              |
| 146 | ja   | Datei hochladen                                                            | Wohnhaus (1830)                         | G   | Obere Dorfstrasse 33 648201 / 247231            |              |
| 147 | ja   | Datei hochladen                                                            | Bauernhaus (16./17. Jh.)                | G   | Hintere Kirchgasse 3 648087 / 247225            |              |
| 148 | ja   | Datei hochladen                                                            | Wohnhaus (1559)                         | G   | Hünerwadelgasse 3 648628 / 247273               |              |
| 149 | ja   | Datei hochladen                                                            | Hochstudhaus (17. Jh.)                  | G   | Hünerwadelgasse 5 648637 / 247316               |              |
| 150 | ja   | Datei hochladen                                                            | Alte Mühle (1667/1796)                  | G   | Mühleweg 648611 / 247575                        |              |
| 151 | BW   | Datei hochladen                                                            | Wohnhaus mit Remise (1. Hälfte 18. Jh.) | G   | Bernstrasse West 105 646902 / 245757            |              |
| 152 | BW   | Datei hochladen                                                            | Wohnhaus (1907)                         | G   | Bernstrasse Ost 59 648571 / 247013              |              |
| 154 | BW   | Datei hochladen                                                            | Felsenkeller (19. Jh.)                  | G   | Kirchgasse/Galeggenweg 648120 / 247100          |              |
| 155 | ja   | Datei hochladen                                                            | Holzbrücke an der Suhre                 | G   | Brüelmatte 2 646777 / 246413                    |              |

Legende: Siehe Legende der Liste der Kulturgüter von nationaler und regionaler Bedeutung. Anstelle der KGS-Nummer wird als Objekt-Identifikator (ID) die Inventar- oder Gebäudenummer in der Bau- und Nutzungsordnung der Gemeinde verwendet.